# Ляскі (Венґровський повіт)
Ляскі (пол. Laski) — село в Польщі, у гміні Лохув Венґровського повіту Мазовецького воєводства.
Населення — 437 осіб (2011).
У 1975-1998 роках село належало до Седлецького воєводства.

## Демографія
Демографічна структура станом на 31 березня 2011 року:
|          | Загалом | Допрацездатний вік | Працездатний вік | Постпрацездатний вік |
| -------- | ------- | ------------------ | ---------------- | -------------------- |
| Чоловіки | 223     | 43                 | 158              | 22                   |
| Жінки    | 214     | 36                 | 124              | 54                   |
| Разом    | 437     | 79                 | 282              | 76                   |